# Santa Caterina (Pergine Valsugana)
Santa Caterina ist eine Fraktion der Gemeinde Pergine Valsugana im Trentino, Santa Caterina liegt im Südwesten des Gemeindegebiets von Pergine an der Grenze zur Gemeinde Altopiano della Vigolana, auf 630 m s.l.m., über dem Caldonazzosee, 2 km südlich von Valcanover am Osthang des Marzola.
2007 lebten 80 Einwohner in Santa Caterina; Da in den 1960ern einige Häuser verlassen wurden, die darauf verfielen, wurde an deren Stelle in den 1970ern der Dorfplatz errichtet. Zur Fraktion gehören die Masi (Gehöfte) genannten Weiler Maso Vigabona (523 m), Maso Canela (560 m), Maso Begher (705 m), Maso Pergher (757 m) und Maso Eccher (809 m).

## Landschaft
Das Umland ist vorwiegend mit Wald bedeckt (einige Edelkastanienbäume haben die Jahre überdauert); in den weniger steilen Teilen des Umlandes werden Äpfel (Golden, Stark  u. a.), Kirschen und Beeren, wie (Erdbeeren, Himbeeren, Johannisbeeren und Heidelbeeren) angebaut.

## Kirche

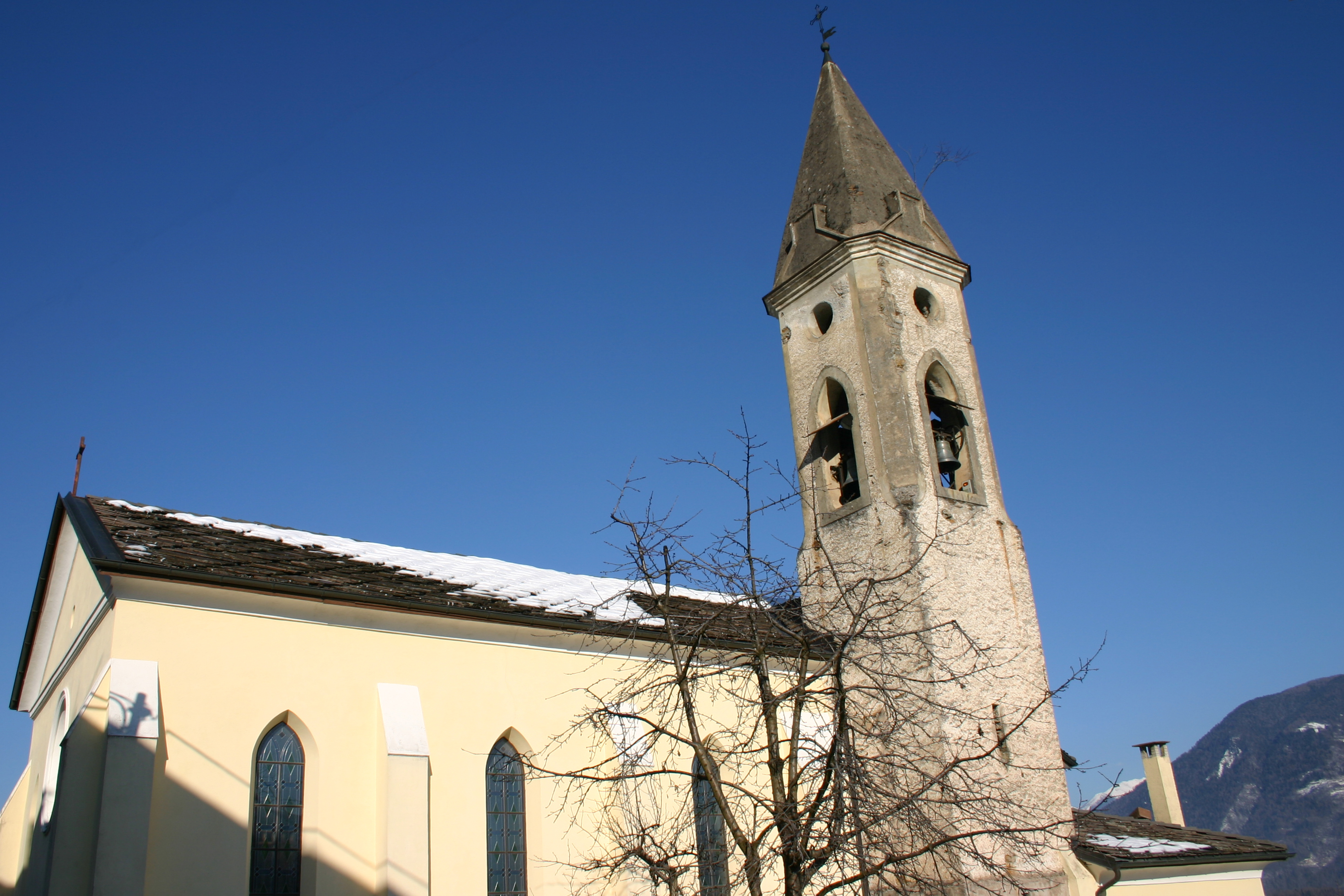
Die Kirche

Die der namensgebenden Katharina von Alexandrien geweihte Dorfkirche wurde um 1900 erbaut und 1922 von Agostino Aldi aus Mantua, 1993 wurde die Kirche restauriert. Das Altarbild von Pietro Verdini wurde in jüngerer Zeit als Ersatz für das ursprüngliche angefertigt, das gestohlen worden war.

## Fotogalerie

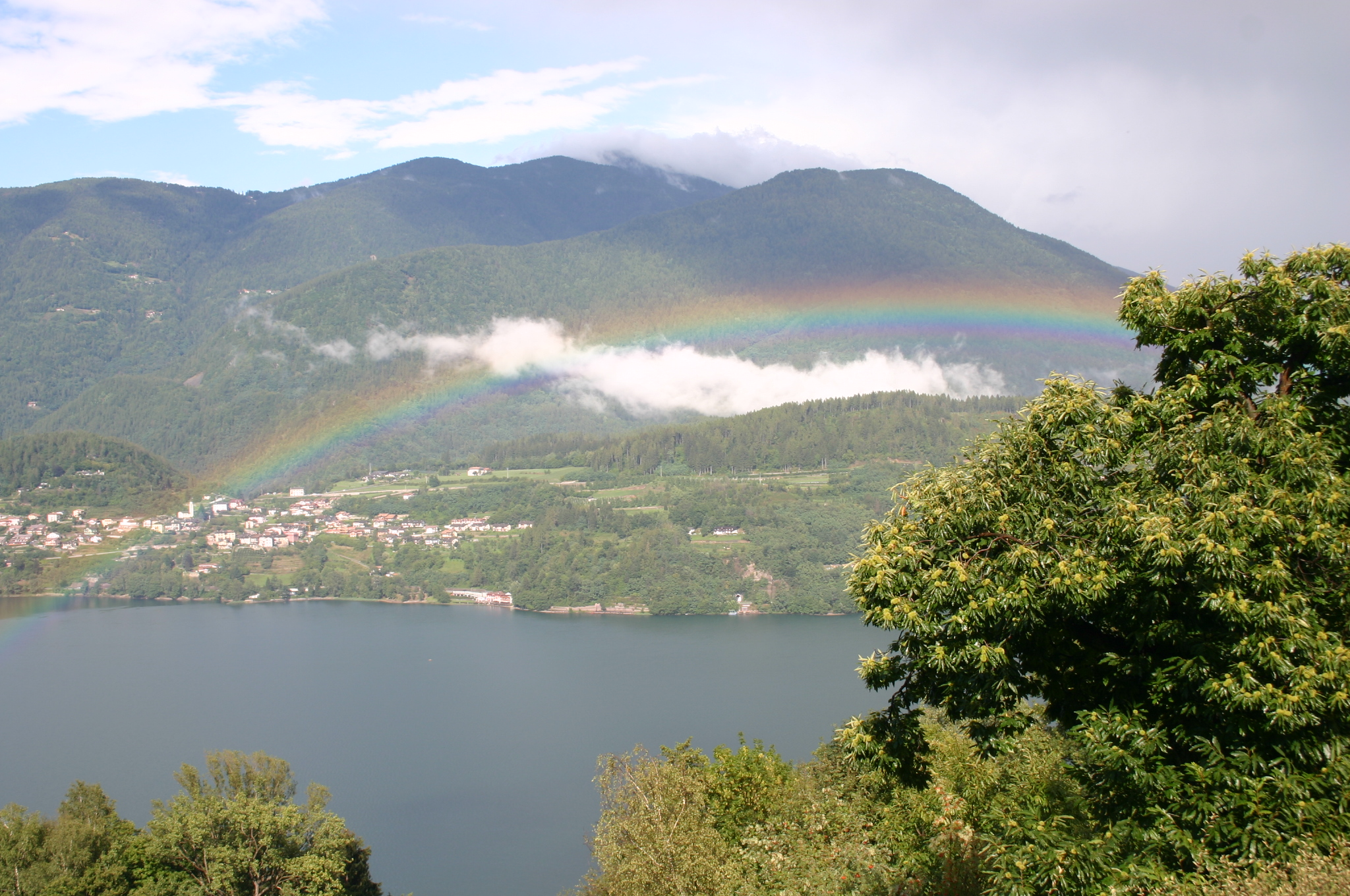
Der Caldonazzosee von Santa Caterina aus
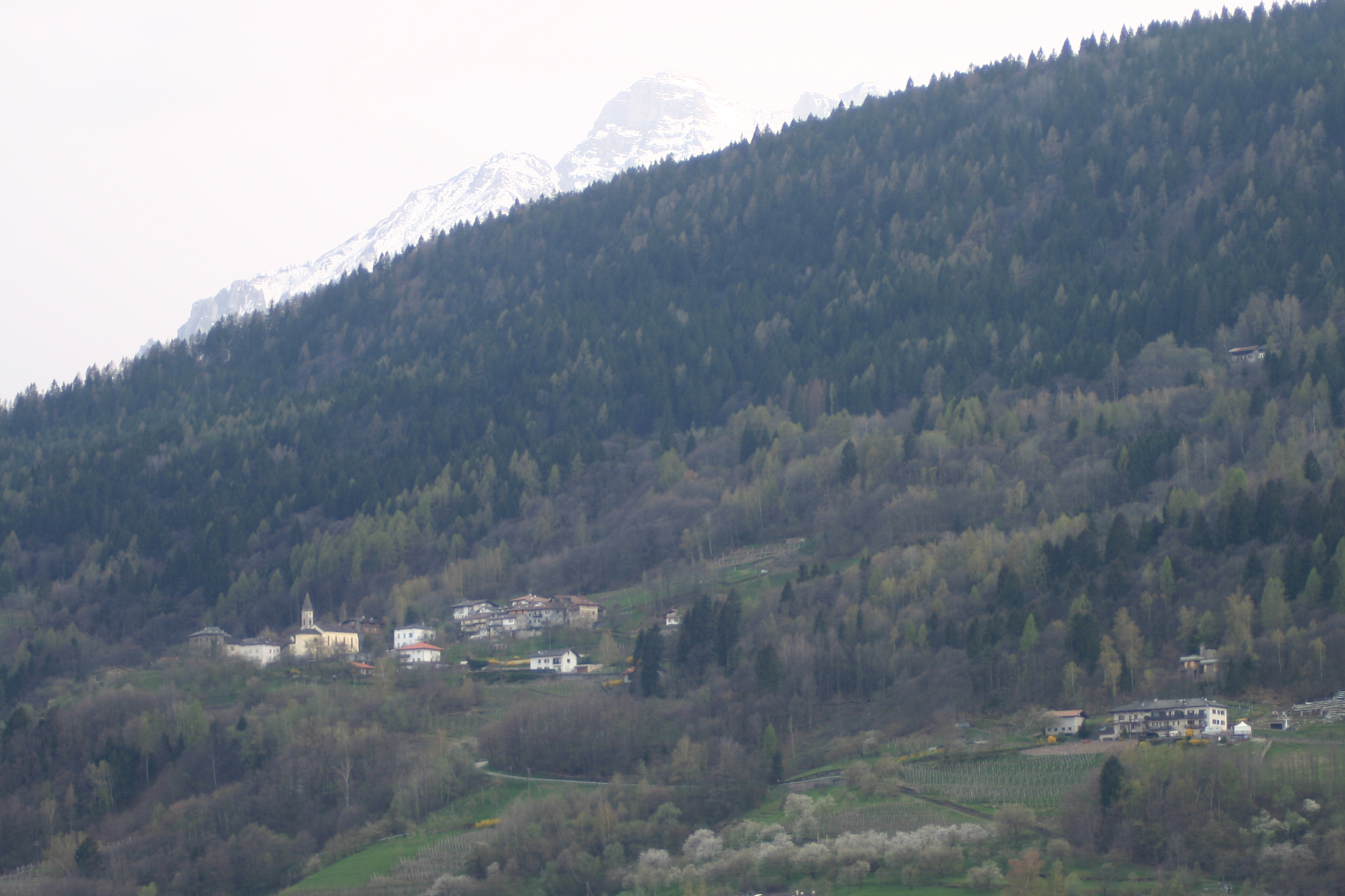
Santa Caterina vom See
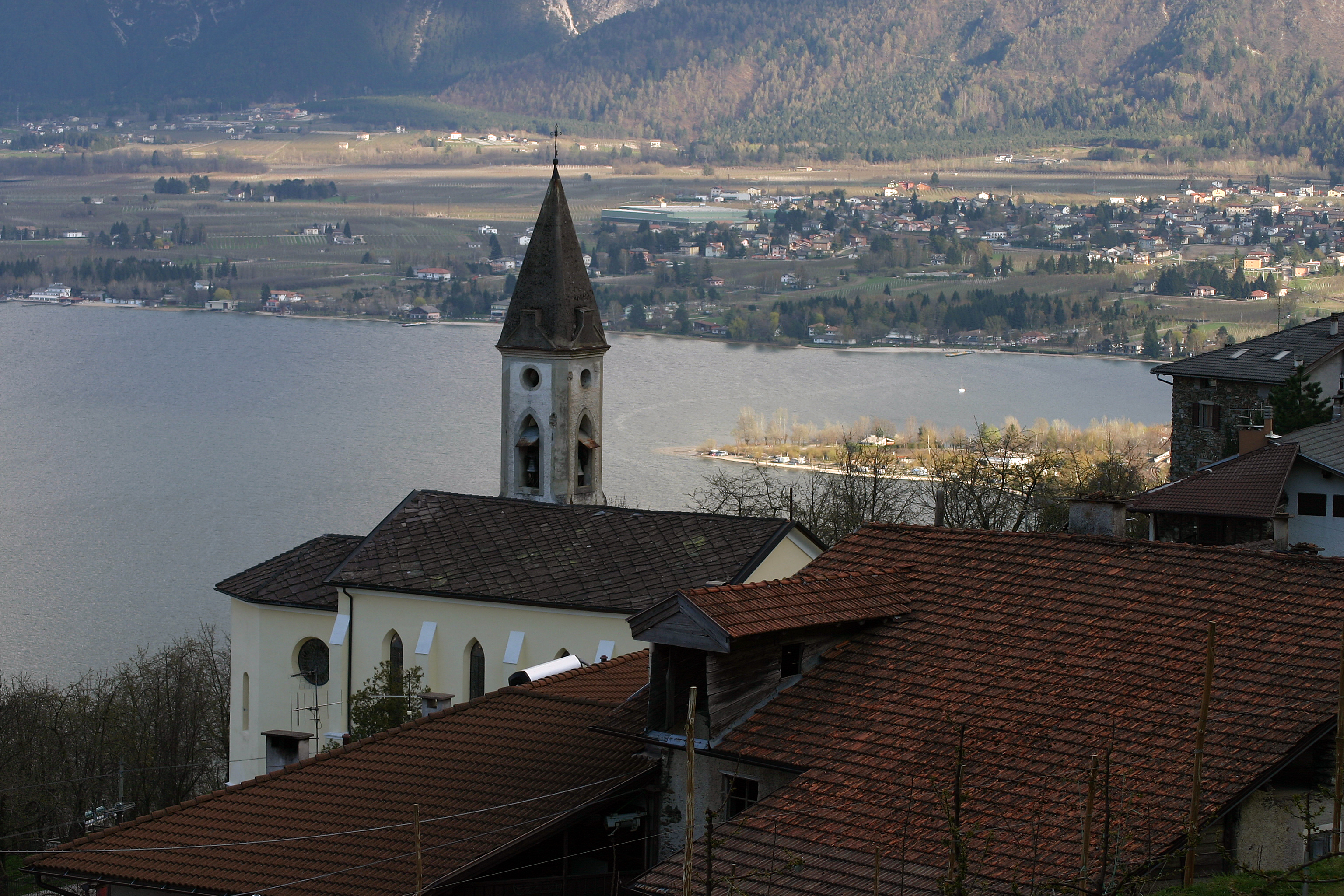
Pfarrkirche mit dem See im Hintergrund
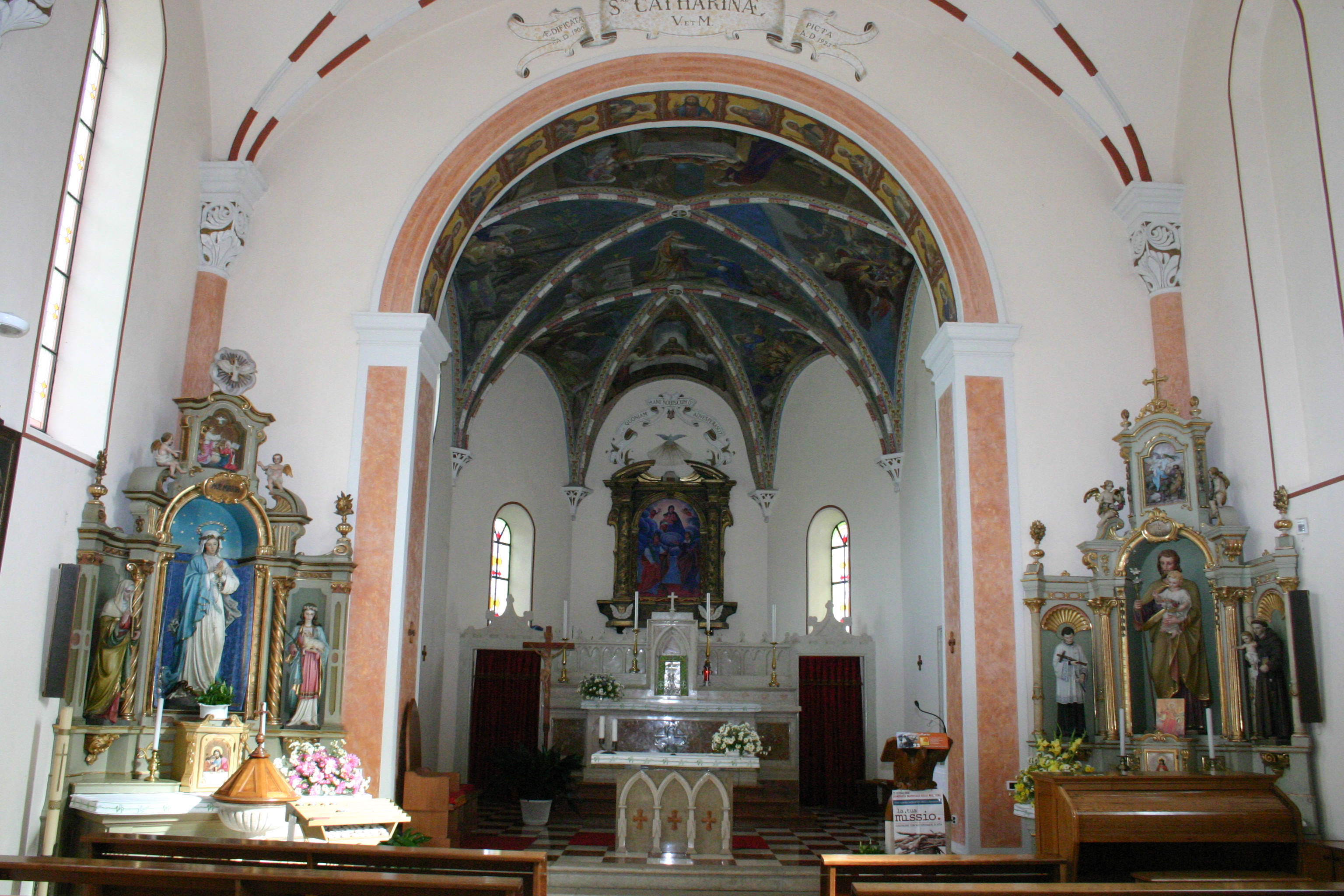
Innenansicht der Kirche